# معركة جرجوفيا
مَعْرَكة جِرجُوفيا (بالفرنسية: Siège de Gergovie) دَارَتْ رَحَاها عام 52 قبلَ الميلاد في جِرجوفيا، بلاد الغال، بينَ الجيشْ الجمهُوري الروماني، بقيادة يوليوس قيصر، وقوات الغال بقيادة فرسن جتريكس، تُعتبر واحدة من المَعارك الرئيسية في حروب الغال، شُهدَ فيها تجمع القبائل الغالية تحتَ قيادة فرسن جتريكس والتي صَدت بشكل ناجح هجمات الجيوش الرومانية ليوليوس قيصر وخرجت من المَعركة مُنتصرة.

## مقدمة
كما هو الحال مع الكثير من الصراع بين روما والغال في القرن الأول قبل الميلاد، تأتي المعلومات حول هذه المعركة بشكل أساسي من كتاب «تعليقات على الحرب الغالية» ليوليوس قيصر على حرب الغال. لا توجد مصادر غاليةَ باقية.
تم طرد فرسن جتريكس في وقت سابق من جيرجوفيا، عاصمة أرفيرني، من قبل حكومتها. في شتاء عام 53 قبل الميلاد، بينما كان قيصر يجمع قواته من أجل هجوم ضد الغال، عاد فرسن جتريكس إلى جيرجوفيا ولكن الآن كان مدعومًا من قبل قبائل الأرفيرني، شعبه. يقول قيصر أنه ترك ليُقرار قراراً صعبًا. كان من الممكن أن يحافظ على قواته آمنة خلال الشتاء، لكنه كان سيظهر ضعف الرومان في الدفاع عن حلفائهم من قبائل الآيدوي وبالتالي قد يُخاطر بفقدان دعمهم. ومع ذلك، قرر أستدراج جتريكس لمعركة مفتوحة لكنه خاطر بنفاد الإمدادات.
ترك جحافله وكل قطار أمتعته وراءه في سينس، قاد قيصر الجحافل المتبقية إلى جيرجوفيا. حصاره لـ فيلادونم، جينابوم، ونوفيودونوم في طريقه أجبر جتريكس للسير للقاء قيصر في معركة مفتوحة في نوفيودونوم، والتي فاز بها قيصر. ثم حاصر قيصر واستولى على أفاريكوم وأعاد الإمداد هناك. بعد إراحة قواته في أفاريكوم، أرسل مندوبه الأعلى، تيتوس لابينوس، مع أربعة جحافل إلى الشمال؛ لمنع الغال الشماليين من التدخل في حملته ضد أرفيرني.

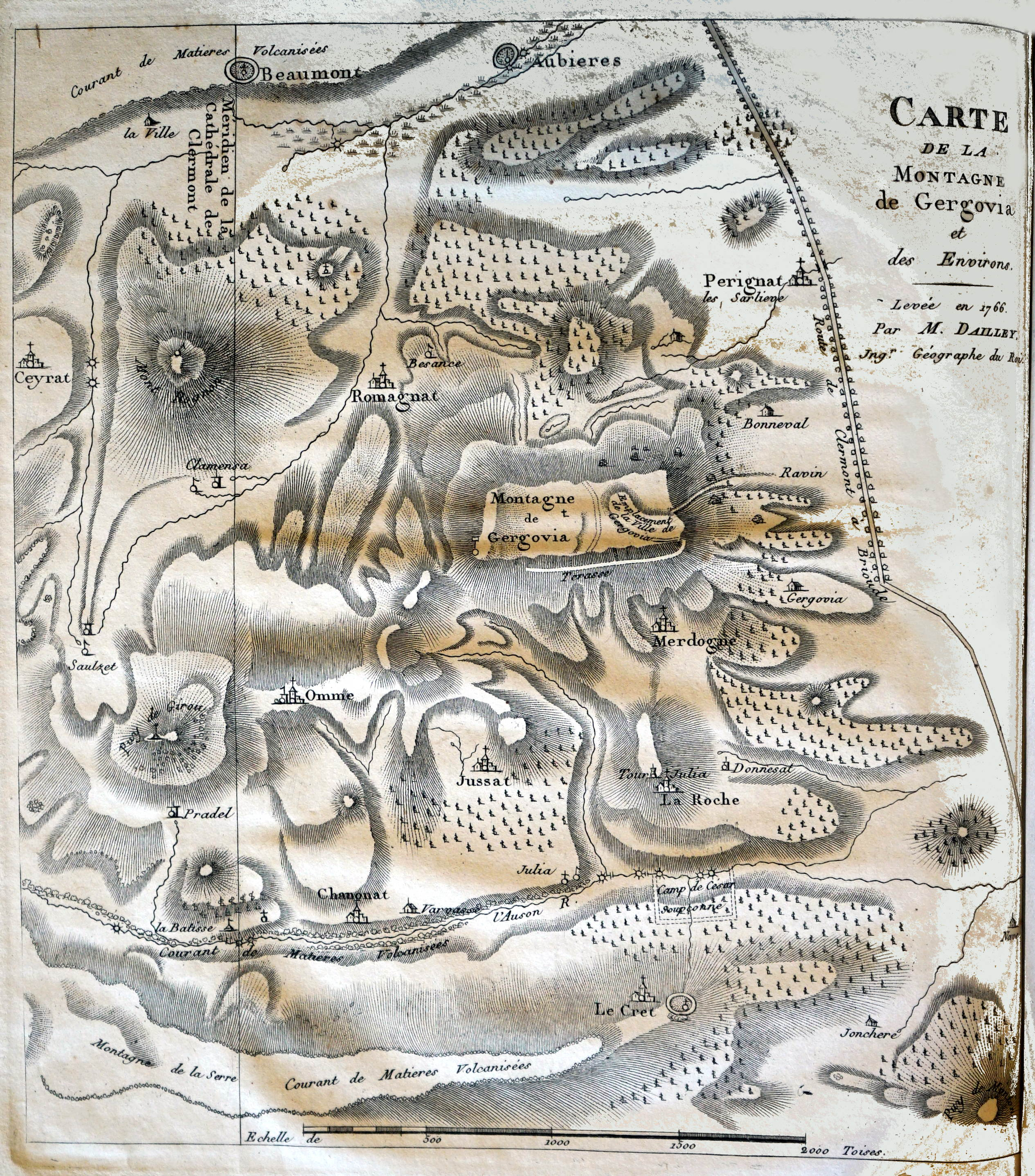
موقع جيرجوفيا على ضفة نهر إيلاف في نيفير

ثم انطلق قيصر في اتجاه جيرجوفيا، والتي ربما كان فرسن جتريكس قادرًا على تخمين هذه الخطوة بسهولة بمجرد ملاحظة اتجاهه. تبلغ ارتفاعات جيرجوفيا 360 مترًا فوق السهل الذي يطلون عليه. وهي عبارة عن هضبة يبلغ طولها 1500 متر وعرضها 700 متر. كان مكانًا مناسبًا للامساك به، حيث لم يكن هناك سوى طريق واحد للدخول، وكان بإمكان مجموعة صغيرة من القوات الاحتفاظ بمدخل المكان.
لذلك عبر فرسن جتريكس نهر إيلاف في نيفير، وبدأ في السير صعودًا وهبوطًا على الضفة، محاكياً لتحركات قيصر مع تدمير جميع الجسور لمنعه من العبور، والغرض المفترض هو تدمير جزء من قوته أثناء محاولته العبور. تحقيقًا لخطة فرسن جتريكس، قرر قيصر خداعه والعبور من تحت أنفه.
خيم قيصر ذات ليلة بالقرب من بلدة فارين سور أليير، حيث كان هناك جسر سابقًا قبل أن يدمره فرسن جتريكس. في تلك الليلة، قسم قوته إلى جزأين، أحدهما يمثل ثلثي القوة، والآخر يمثل الثلث الباقي. وأمر القوة الأكبر بالتقدم في ستة فيالق كما لو كانت في الحقيقة جيشًا كاملاً. ثم أمرها بمواصلة مسيرتها جنوبا. خُدع فرسن جتريكس، وأخذ الطعم وتبع هذا الجزء من القوة.
قيصر، مع وجود الفيلقين الباقيين في فارين، أعاد بسرعة بناء الجسر الذي كان موجودًا هناك. ثم أرسل القوة الأخرى، والتي في اليوم التالي لتسبق المسيرة على فرسن جتريكس وأكمل تقاطعًا مع القوة الأصلية، وعبر الجسر المعاد بناؤه. بعد أن أدرك فرسن جتريكس أنه تعرض للخداع، انطلق جنوباً ليواجه قيصر في جرجوفيا.

## المعركة
بعد خمسة أيام وصل قيصر إلى جرجوفيا، وكانت المسيرة الأولى قصيرة لأن معظم القوات كانت متعبة بعد صعود النهر ذهابًا وإيابًا والمسيرة الأخيرة لأن الجيوش وصلت إلى البلدة. أدرك أن موقعه الجبلي جعل من القيام بهجومًا أماميًا محفوفًا بالمخاطر، قرر الاعتماد على تكتيكات الحصار المتفوقة. عند وصوله، اكتشف قيصر أن هناك تلًا صغيرًا سيطر عليه الغالون والذي كان ضروريًا للسيطرة على جيرجوفيا نفسها. من هناك، كانوا قادرين على توفير الماء والحبوب والأعلاف لبقية جيشهم.

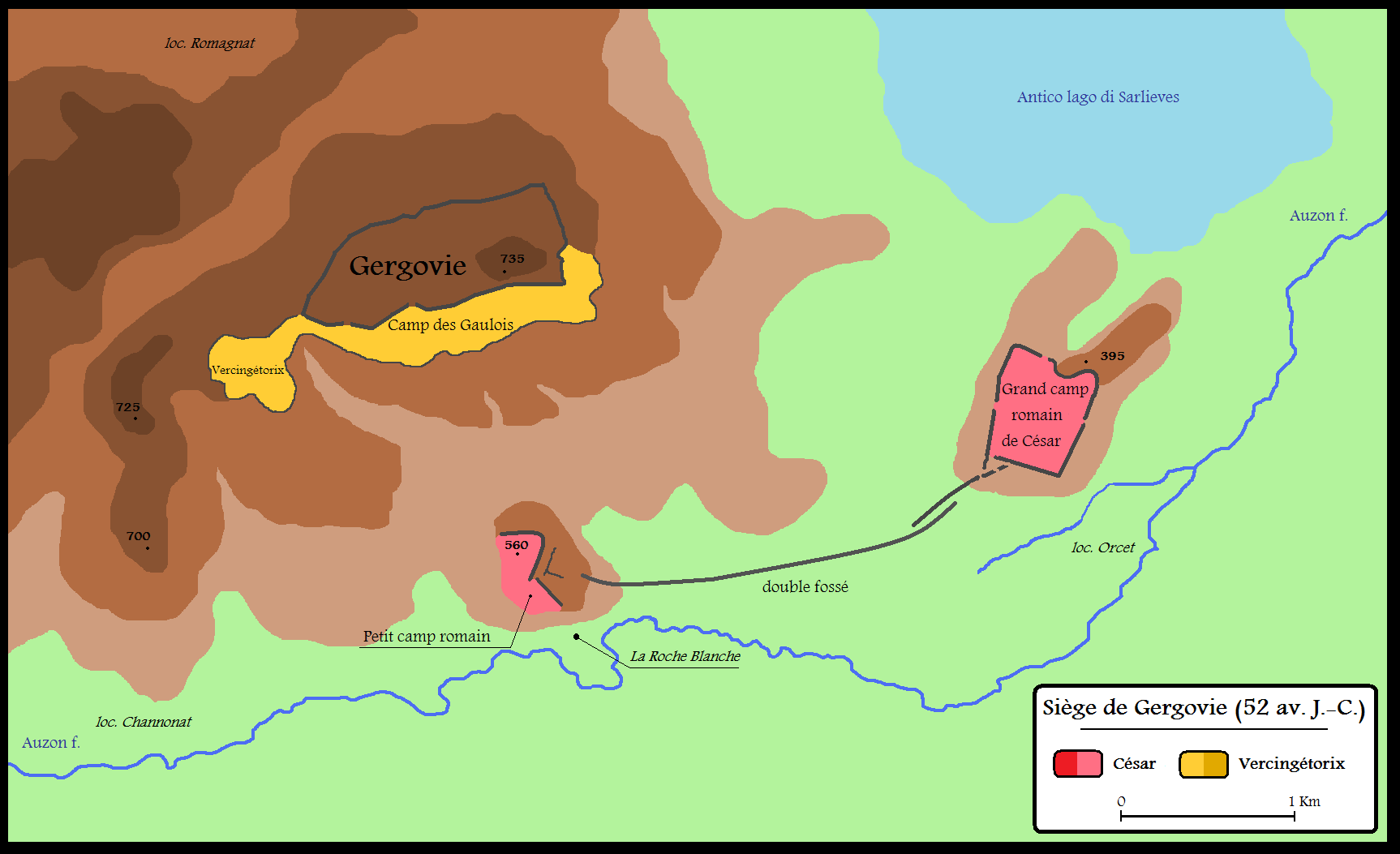
مخطط لأرض المعركة يبين حصار قوات قيصر لجرجوفيا.

أخذ قيصر هذا التل في غارة ليلية وقامة بمركزة فيلقين هناك. ثم ربطها بمعسكره الرئيسي عن طريق حفر خندق مزدوج بعرض 3.6 متر بحاجز. كانت النتيجة حاجزًا يمنع الغاليون من إمداداتهم، والتي كانوا في أمس الحاجة إليها. وقد أُجبروا على العيش على التيار الضئيل الذي كان يزود جيرجوفيا بالمياه.
تم إفساد قادة قبيلة آيدوي الموالية لقيصر أثناء الحصار بالذهب والمعلومات المضللة من قبل مبعوثي فرسن جتريكس. كان قيصر قد وافق مع آيدوي على أن 10000 رجل من القبيلة سيحمي خط إمداداته. أقنع فرسن جتريكس الزعيم كونفكتوليتافيس، الذي كان قد عينه قيصر رئيسًا للقبيلة، ليأمر نفس الرجال بالانضمام إليه عند وصولهم إلى الأوبيدوم. فقاموا بمهاجمة الرومان الذين كانوا يرافقون قطار الإمداد الخاص بهم، تاركين قيصر في موقف محرج.

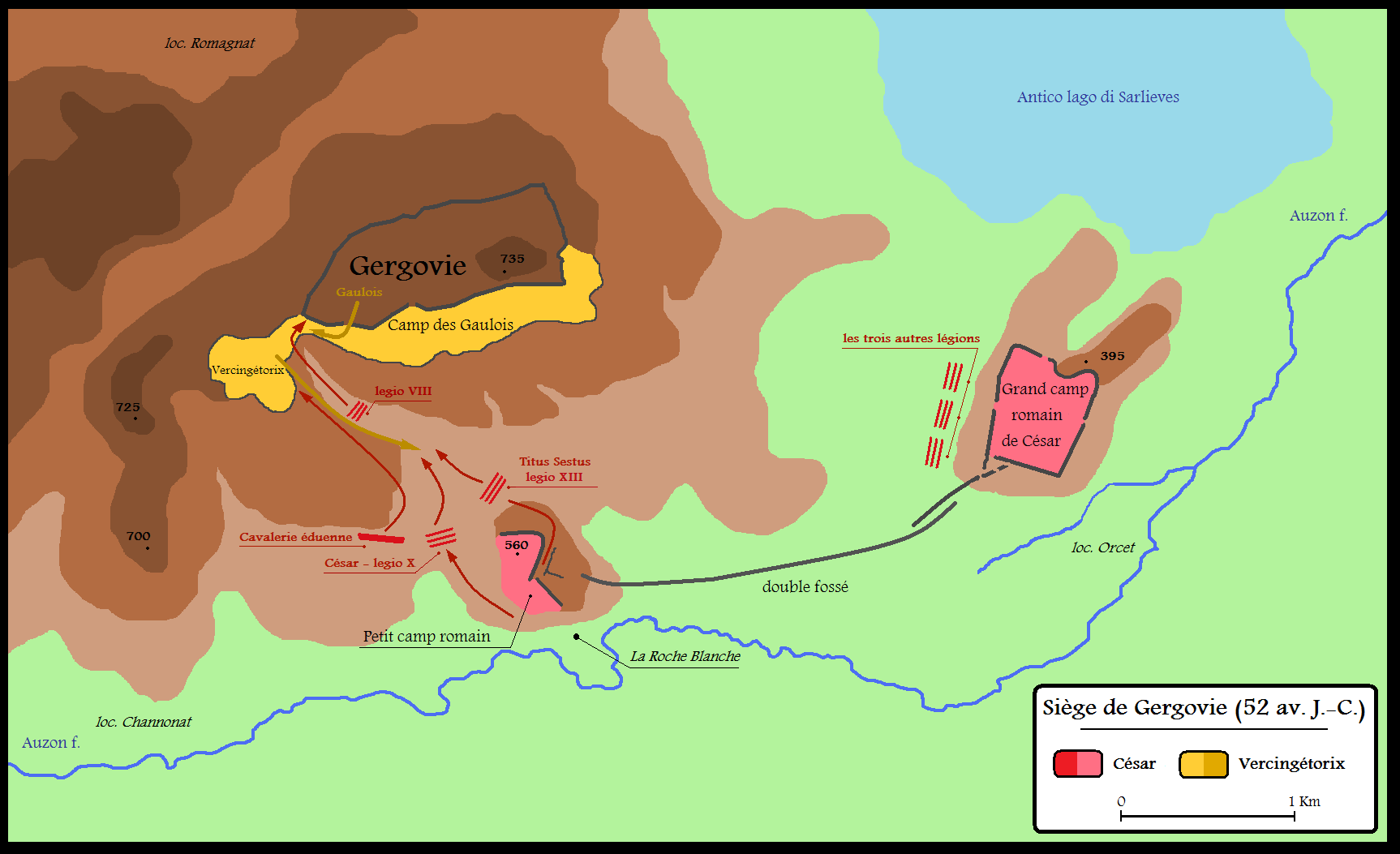
مخطط لأرض المعركة يبين تحرك الفيالق الرومانية.

بعد ان هُددت أمداداته، أخذ قيصر أربعة جحافل من الحصار، وقامه بمحاصرة جيش آيدوي الذي هاجمة قافلة امداداته، وهزمه. استعاد الفصيل الموالي لرومان السيطرة على قيادة آيدوي، وعاد قيصر إلى جيرجوفيا مع 10000 من الفرسان الموالين لرومان. تم الضغط بشدة على الفيلقَين اللذان تركهما لمواصلة الحصار لإبقاء قوة فرسن جتريكس الأكبر في حصار.

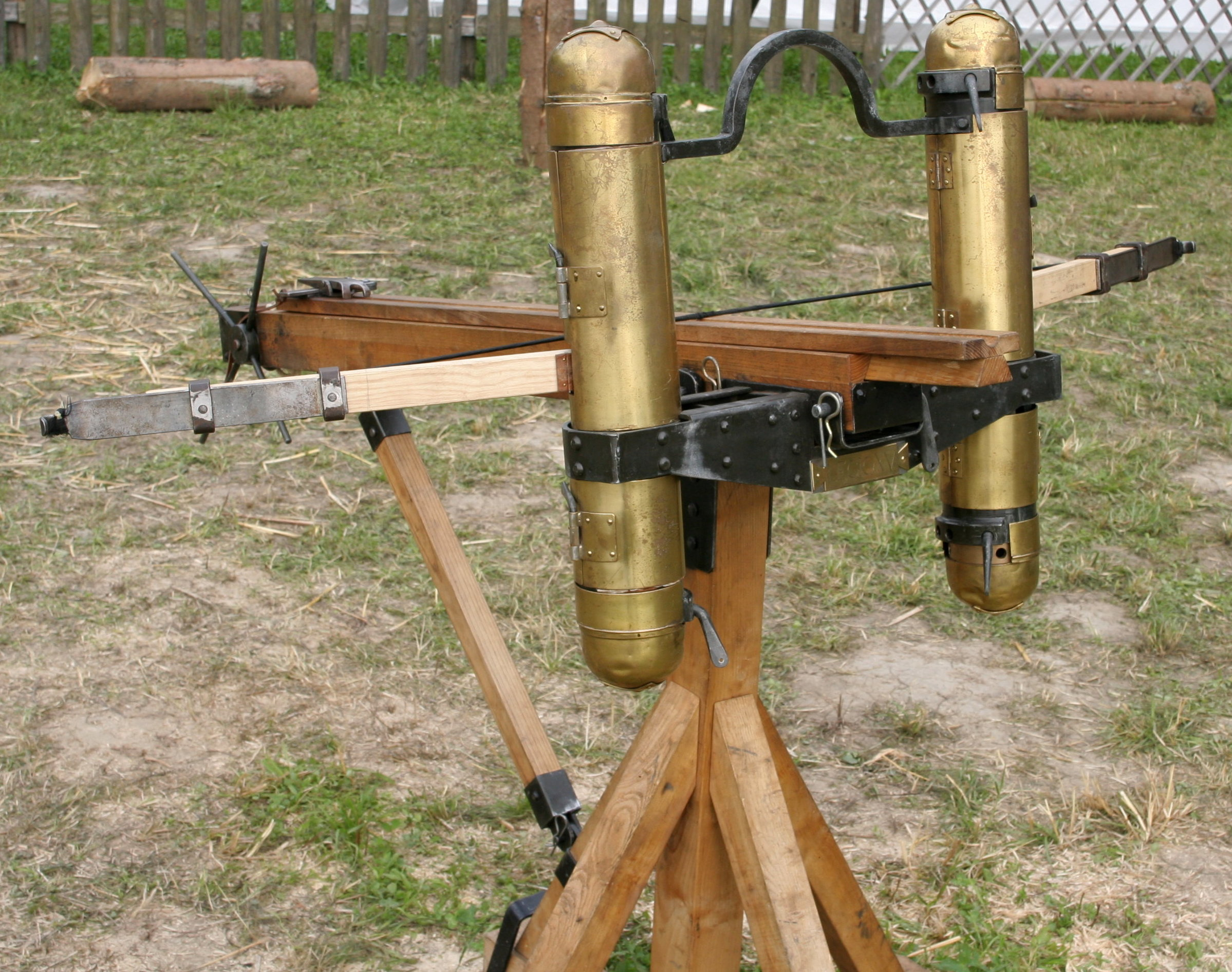
عرادة رومانية، من الأسلحة التي أستعملها قيصر في حصار جرجوفيا.

أدرك قيصر أن حصاره سيفشل ما لم يتمكن من إخراج فرسن جتريكس من الأرض المرتفعة. لذلك قام باستخدام فيلقًا واحدًا كشرك بينما نقل باقي الجيش إلى أرض ذات افضلية، واستولوا على ثلاثة معسكرات غالية في هذه العملية. ثم أمر بالتراجع العام لإغراء فرسن جتريكس بعيدًا عن الأرض المرتفعة. ومع ذلك، لم يتم سماع الأمر من قبل معظم قوة قيصر. وبدلاً من ذلك، وبدافع من السهولة التي استولوا بها على المخيمات، ضغطوا باتجاه المدينة وشنوا هجومًا مباشرًا عليها، مما أدى إلى إرهاق أنفسهم خلال المذبحة التي تلت ذلك. وصلت قبيلة آيدوي في تلك اللحظة، لكن الرومان أخطأوا في اعتبارهم أعداء في البداية، وشرعوا في مهاجمتهم. لا يستطيع قيصر أن يفعل أكثر من تغطية الخلوة.
نبهت ضوضاء الهجوم فرسن جتريكس، الذي وصل ورأى الرومان والآيدوي تحت أسوار جيرجوفيا. ثم قاد فرسن جتريكس سلاح الفرسان الذي سحق الخطوط الرومانية. ثم ترك المحاربون خيولهم وانضموا إلى المشاة في قتالهم ضد الرومان، الذين سرعان ما عانوا من خسائر فادحة.

## ما بعد الواقعة

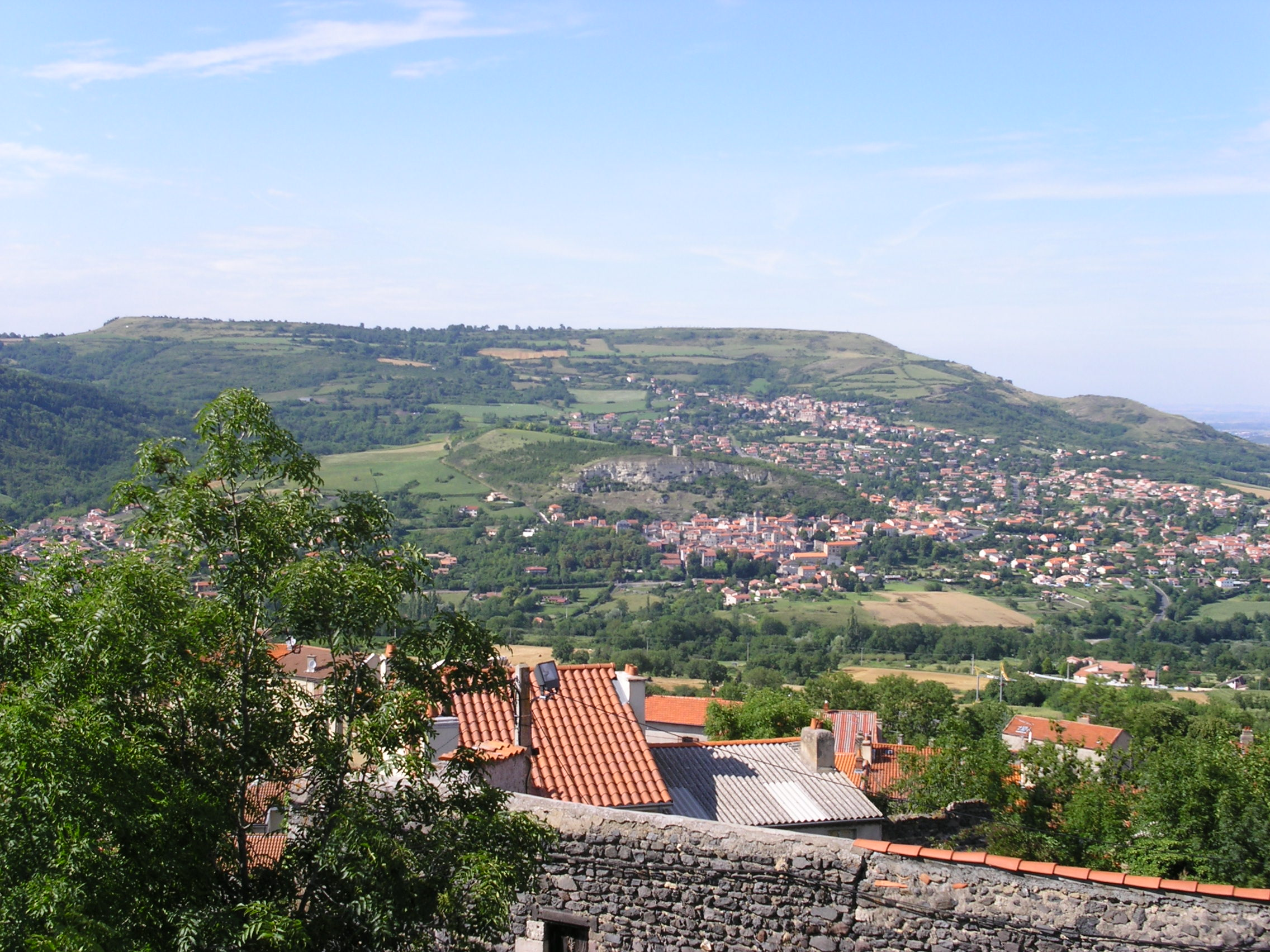
دورفانسيشت لاروش بلانش، بوي دي دوم

نظرًا لخسائره، أمر قيصر بالتراجع. في أعقاب المعركة، رفع قيصر حصاره أنسحب من أراضي أرفيرني باتجاه الشمال الشرقي في اتجاه منطقة الآيدوي. تابع فرسن جتريكس جيش قيصر، عازمًا على تدميره. في هذه الأثناء، كان لابينوس قد أنهى حملته في الشمال وعاد إلى سينس، قاعدة قيصر في وسط بلاد الغال. بعد الارتباط مع فيلق لابينوس، سار قيصر بجيشه الموحد من سينس لمواجهة جيش جتريكس المنتصر. التقى الجيشان في فينجيان، وفاز قيصر في المعركة اللاحقة. ثم تابع قيصر فرسن جتريكس وبقايا جيشه إلى أليسيا حيث حاصره قيصر وفاز في النهاية بانتصار حاسم في معركة أليزيا.